# Pyura honu
Pyura honu is een zakpijpensoort uit de familie van de Pyuridae. De wetenschappelijke naam van de soort werd in 1987 voor het eerst geldig gepubliceerd door het echtpaar Claude en Françoise Monniot.